# 鄂隠慧奯
鄂隠 慧奯（がくいん えかつ、正平12年/延文2年（1357年）- 応永32年2月18日（1425年3月8日）、奯は（大+歳））は、南北朝時代から室町時代中期にかけての臨済宗の僧。諱は初め梵奯とし、のちに慧奯と改めている。字は初め鄂隠と称し、いったん大奯と改めたが、後に鄂隠に戻している。別号は関西。諡号は仏慧正続国師。出身は筑後国。
幼い頃に絶海中津に従って出家し、その法を継いだ。1386年（至徳3年/元中3年）に明に渡り、10年間滞在した後、日本に帰国。1414年（応永21年）に京都相国寺の塔頭鹿苑院の院主となったが、その後土佐国に隠遁した。